# Granges-la-Ville
Granges-la-Ville ist eine Gemeinde im französischen Département Haute-Saône in der Region Bourgogne-Franche-Comté.

## Geographie
Granges-la-Ville liegt auf einer Höhe von 300 m über dem Meeresspiegel, zehn Kilometer östlich von Villersexel und etwa 18 Kilometer westnordwestlich der Stadt Montbéliard (Luftlinie). Das Dorf erstreckt sich in der hügeligen Landschaft im Südosten des Départements, am Südwestrand der Höhen des Bois de Granges, in einem Talbecken des Flusses Scey.
Die Fläche des 2,61 km² großen Gemeindegebiets umfasst einen Abschnitt der Hügellandschaft zwischen den Tälern von Ognon und Doubs. Der südliche Teil des Gebietes wird vom Becken von Granges eingenommen, das durchschnittlich auf 300 m liegt. Es wird vom Scey entwässert, der hier die Bäche Ruisseau du Pont du Rond und Ruisseau de Mouillère aufnimmt. Durch ein relativ schmales Tal verlässt er das Becken nach Norden und bildet hier streckenweise die westliche Gemeindegrenze.
Nach Norden erstreckt sich das Gemeindeareal in das ausgedehnte Waldgebiet des Bois de Granges. Es ist ein durchschnittlich auf 400 m liegendes Plateau, das durch verschiedene Erosionstäler untergliedert wird. Mit 406 m wird hier die höchste Erhebung von Granges-la-Ville erreicht. Das Plateau bildet die südwestliche Fortsetzung der Vogesen und ist hauptsächlich aus Buntsandstein aufgebaut.
Nachbargemeinden von Granges-la-Ville sind Mignavillers im Norden, Granges-le-Bourg im Osten, Secenans im Süden sowie Senargent-Mignafans im Westen.

## Geschichte
Im Mittelalter war Granges Teil der gleichnamigen Herrschaft. Seit 1150 agierten die Herren von Granges als Vasallen der Grafen von Montbéliard. Zusammen mit der Franche-Comté gelangte das Dorf mit dem Frieden von Nimwegen 1678 definitiv an Frankreich.
Im Jahr 1807 fusionierte Granges-la-Ville mit verschiedenen weiteren Ortschaften zur Großgemeinde Granges-le-Bourg. Von dieser Großgemeinde trennte sich  Granges-la-Ville 1824, um zusammen mit Mignafans und Mignavillers eine eigene Gemeinde zu formen. Im weiteren Verlauf erhielten 1832 zunächst Mignafans und 1835 auch Mignavillers ihre Eigenständigkeit wieder zurück. Seit 2000 ist Granges-la-Ville Mitglied des 33 Ortschaften umfassenden Gemeindeverbandes Communauté de communes du Pays de Villersexel.

## Sehenswürdigkeiten

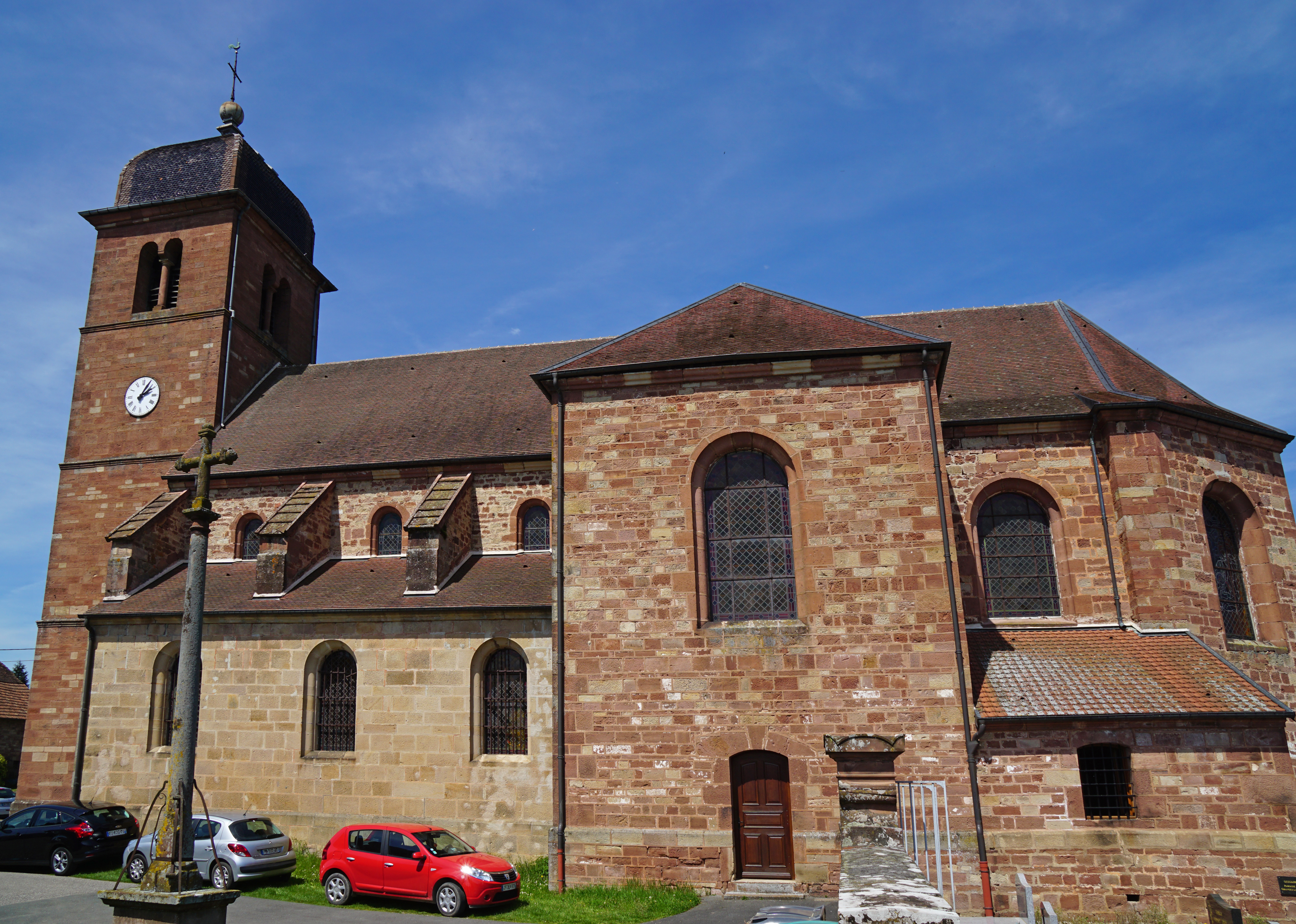
Kirche Saint-Pierre

Die Kirche Saint-Pierre wurde 1721 neu erbaut. Sie besitzt eine reiche Ausstattung, darunter neun Altäre aus dem 18. Jahrhundert. Neben der Kirche stehen das 1725 im klassizistischen Stil erbaute Pfarrhaus und ein steinernes Kreuz aus dem 14. Jahrhundert.

## Bevölkerung
| Jahr                       | 1962 | 1968 | 1975 | 1982 | 1990 | 1999 | 2011 | 2018 |
| Einwohner                  | 193  | 212  | 221  | 186  | 188  | 197  | 203  | 184  |
| Quellen: Cassini und INSEE |      |      |      |      |      |      |      |      |

Mit 184 Einwohnern (1. Januar 2022) gehört Granges-la-Ville zu den kleinen Gemeinden des Départements Haute-Saône. Nachdem die Einwohnerzahl in der ersten Hälfte des 20. Jahrhunderts deutlich abgenommen hatte (1911 wurden noch 297 Personen gezählt), wurde in den letzten Jahren wieder ein leichtes Bevölkerungswachstum verzeichnet.

## Wirtschaft und Infrastruktur
Granges-la-Ville war bis weit ins 20. Jahrhundert hinein ein vorwiegend durch die Landwirtschaft (Ackerbau, Obstbau und Viehzucht) und die Forstwirtschaft geprägtes Dorf. Die Wasserkraft der Bäche wurde früher für den Betrieb mehrerer Mühlen genutzt. Heute gibt es verschiedene Betriebe des lokalen Kleingewerbes. Mittlerweile hat sich das Dorf auch zu einer Wohngemeinde gewandelt. Viele Erwerbstätige sind deshalb Wegpendler, die in den größeren Ortschaften der Umgebung und im Agglomerationsraum Belfort-Montbéliard ihrer Arbeit nachgehen.
Die Ortschaft liegt abseits der größeren Durchgangsachsen, ist aber von der Hauptstraße D9, die von Héricourt nach Villersexel führt, leicht erreichbar. Weitere Straßenverbindungen bestehen mit Athesans-Étroitefontaine, Granges-le-Bourg, Mignafans und Secenans.